# RING (プロレス)
RING（リング）は、プロレスを中心とした多彩なジャンルのトップパフォーマー達がリング上にてパフォーマンスを行い己の表現をぶつけ合うバトルイベントである。総合プロデューサーは椿志保、代表自身が元女子プロレスラーであり、プロデュース集団「ジ・アミューズメント・グループ」を主催している。
クラブイベント形式をとっており、クラブミュージックと照明による演出が特徴。客は酒を飲んだり踊ったりしながら観戦できる。パフォーマーのチャンスの場の提供、ゆくゆくは世界発信を目標に活動。GyaOやYahoo!動画にて試合映像も配信されている。
現在はfiveに発展的解消。

## 第1回大会
2005年10月10日に六本木ヴェルファーレにて開催、MCに鮎貝健を起用した。台風による悪天候にもかかわらず1,000人以上のファンが詰め掛けた。

### 出演者
プロレス
- Hi69
- Gamma
- GENTARO
- 大石真翔
- 大向美智子
- AKINO

西口プロレス
- 長州小力
- アントニオ小猪木
- 超能力少年ダイジ
- グッドニュースアレン
- ダーティー仮面

ダンス
- 無名
- EGU-SPLOSION
- D-BLAST
- ないと☆な〜す
- 猫パンチALLSTARS

ラップ
- HIBIKILLA

ダブルダッチ
- 男衆

男子新体操
- チーム義志

フレアバーテンダー
- HIRO

DJ
- JOAH☆STAR

MC
- 鮎貝健

アシスタント
- 亜季
- 夏花

## 第2回公演(RING×JAM)
2006年6月27日に開催された。

### 出演者
プロレス
- 大向美智子
- 浜田文子
- 植松寿絵
- 木村響子
- 大石真翔
- アップルみゆき
- GAMI
- 川嵜風馬
- 忍
- ミラニートコレクションa.t.
- JKO
- YOSHIYA
- チョコボール向井
- 清水基嗣

## 第3回公演(RING II)
2006年10月9日に開催された。同大会よりドワンゴが協賛している。

## 第4回公演(RING III〜REAL〜)
2007年2月4日に開催された。六本木ヴェルファーレ閉鎖のため、渋谷での開催となった。
プロレス
- KAZMA
- ミラニートコレクションa.t.
- アップルみゆき
- 大石真翔
- 旭志織
- バンビ
- 大向美智子
- 浜田文子
- アジャ・コング
- アメージング・コング

## 第5回公演(RING IV)
2007年3月9日、東京ドームシティアトラクションズ/ジオポリスにて開催。

## 第6回公演(RING V)
2007年4月13日、渋谷asiaにて開催。

## 第7回公演
2007年5月19日に開催、スポンサーであるドワンゴの協力の下、ニコニコ動画等インターネット上で話題になった「レッツゴー!陰陽師」のダンスが行われた。矢部野彦麿を狂言師の和泉元彌が務めたことで話題になり、坊主ダンサーはプロレスラーの筑前りょう太らが務めた。